# ابوداوود سلیمان
حافظ ابوداود با نام کامل ابو داوود سلیمان بن الأشعث بن اسحاق بن بشیر بن شّداد بن عمران الأزدی السجستانی (۲۰۲ _ ۲۷۵ ه‍.ق) معروف به  امام حافظ ابوداود ، نویسندهٔ کتاب سنن ابوداود است که یکی از صحاح سته است. وی در سیستان از استان‌های ایران بزرگ متولد شد، مدتی را در مسافرت گذرانید و نهایتاً در سال ۲۷۵ هجری قمری در بصره درگذشت.
او برای فراگیری حدیث به شهرهای خراسان، شام، مصر و حجاز مسافرت کرد و در نهایت تا پایان عمر در بصره رحل اقامت افکند. او فقه و حدیث را نزد احمد بن حنبل و صفوان بن صالح، قتیبه بن سعید و اسحاق بن راهویه فرا گرفت. گفته‌اند که ترمذی، نسایی، صاحبان سنن و ابوعوانه اسفرائینی از او حدیث سماع کرده‌اند و او را امام محدثان در عصر خود دانسته‌اند.
کتاب تألیفی سنن ابی‌داوود نام دارد که یک مجموعه حدیثی است و بیشتر روایات آن در موضوع فقه است. او کتاب خود را پس از نگارش به رؤیت احمد بن حنبل رسانده و او کتابش را مورد تأیید قرار داد بدین خاطر کتاب سنن ابو داود از اعتبار زیادی برخوردار بوده و پس از صحیح بخاری و صحیح مسلم در مرتبه سوم قرار دارد.
او در طول زندگی خود حدود ۵۰۰٫۰۰۰ حدیث جمع‌آوری کرد که از میان آن‌ها فقط ۴٫۸۰۰ عدد را مورد تأیید خود قرار داد. در نهایت نیز گفت که از کتابش تنها ۴ حدیث برای یک انسان هوشمند و متفکر کافی است: ۱-اعمال هرکسی را تنها باید از روی نیت او قضاوت کرد. ۲- قسمتی از برداشت خوب انسان از اسلام این است که او هرچه را که موجب نگرانی اش نیست تنها رها می‌کند. ۳- هیچ‌کسی از شما ایمان نمی‌آورد مگر اینکه آنچه برای خود دوست می‌دارد برای برادرش نیز دوست بدارد. ۴- حلال مشخص است، حرام نیز مشخص است، اما بین آن دو مواردی شک برانگیز وجود دارد هرکسی از آن موارد شک برانگیز پرهیز کند دین خود را حفظ کرده‌است.

## تالیفات
- حدیث السنن
- المراسل
- البعث والمنشور
- رساله تسمیه الاخوه
- ابتداء الوحی
- اخبار الخوارج
- رساله الی اهل مکه فی وصف سننه
- رساله فی متشابه التعبیرلفظ فی آیات القرآن
- الدعاء
- دلائل النبوه